# WMWA
WMWA (96,5 FM) est une station de radio américaine diffusant un format de musique chrétienne. Sous licence à Malone, New York, États-Unis, la station appartient à Educational Media Foundation (en).

Logo précédent sous WVNV

Le 28 juin 2021, Martz Communications Group (en) a annoncé qu'il vendait 94.7 WYUL (en) Chateaugay et WVNV (qui diffusait un format de musique country sous la marque Wild Country 96-5) à Educational Media Foundation (en) (EMF), qui gère K-Love (en) et Air1 (en), deux formats de musique de radio chrétienne. Cela donnerait à EMF sa première entrée dans le Grand Montréal, le deuxième plus grand marché radiophonique du Canada, mais sur un signal radio américain,. Les deux stations sont également entendues dans une section de l'Est de l'Ontario, y compris la ville de Cornwall. La vente, au prix de 2,5 millions de dollars, a été conclue le 30 septembre 2021. La station a changé ses lettres d'appel pour WMWA le 5 octobre 2021.